# 国人暴动
国人暴动，也称彘之乱，是中国西周时期的暴动。“国人”是西周、春秋时期对居于都城之人的统称。
對於「國人暴動」的性質，學術界有兩種不同的觀點。一種認為「國人」指的是居住在國都之中的「公民」，認為國人暴動事實上是「百工和商人為反抗（周厲王）過度勒索而起義」，認為是周代下層民族反抗上層貴族的一場暴動。范文瀾、郭沫若、楊寬等學者主此說。
相反，另一派認為「國人」是「國中之人」，認為「國人主要是公卿大夫、士等奴隸主貴族集團」。他們認為國人暴動是由共伯和、召伯虎、周定公、芮伯、凡伯等贵族阶层策划，是西周貴族階級的內部爭鬥。郝鐵川、何凡、楊東晨等學者主此說。

## 背景

### 频繁战乱
西周中后期，东南地区的淮夷和西北地区的猃狁叛乱频发，严重冲击了西周政权。频繁的战乱也使民众生活“陷入水深火热”之中。长期的战争以及过长的战线亦使西周陷入财政危机当中，周厉王欲实行“专利”政策解决该问题。

### 私有制萌芽
西周末年，社会已经自上而下地出现了私有制的萌芽。《诗经》中也有不少反映贫富分化加剧的诗歌。1975年于陕西岐山出土的大批西周铜器上，有铭文记载了类似土地买卖、交换和租佃的情况。

### 物产专利
据《史记》记载，周厉王為人“好利”，統治期間听從荣夷公之计。西周政权陷入财政危机，周厉王宣布对王畿范围内的的山林川泽的物产实行“专利”，即国营垄断，由天子直接控制，排斥其他贵族从山林川泽中获利，并加大了对山林川泽赋税的征收。各级贵族将沉重的赋税转嫁到底层民众身上，使民众生活恶化。

### 止谤政策
据《史记》记载，周厉王在其“专利”政策遭到“国人”抨击后，任用大臣卫巫监视周厉王的批评者，并处以死刑。对周厉王的批评一度被压制。周厉王实行此政策数年后，都城的居民在街道上仅用眼神交流，“道路以目”。召穆公曾劝诫周厉王：“是障之也。防民之口，甚于防川。川壅而溃，伤人必多，民亦如此。”但未遭采纳，周厉王依旧推行止谤政策。

### 原始民主传统
商周政体中，君主的权力不是绝对的，其中的原始民主传统，对君主的权力有制约作用。国家遇到重大问题时，君主要征求“国人”的意见，“国人”也可以通过舆论影响朝政。

### 王室内部矛盾
周厉王推行的“专利”政策损害了贵族阶层的利益，其止谤政策也引发极大不满。在国人暴动发生前，周厉王与贵族阶层的矛盾就已激化，不可调和。

## 过程
共和元年（公元前841年），都城四郊的“国人”开始集结，以木棍、农具为武器，包围王宫。周厉王难以调动军队镇压暴动，各诸侯也未提供有效的军事援助。国人暴动迅速蔓延至整个镐京，并扩散至周边地区。
周厉王携宫眷步行撤出都城，沿渭水朝东北方向流亡至到彘地（今山西霍州），并将太子静（后为周宣王）藏于召穆公家中。暴动者后包围召穆公家，要求召穆公交出藏匿的太子，召穆公最终交出自己的儿子，其子遇害。

## 结果

### 共和行政
国人暴动后，周厉王出逃，无法继续执政。西周进入“共和行政”时代。对于“共和行政”的掌权者，有三种不同的认识：一、召穆公和周定公二相行政；二、共伯和摄行王政；三、共伯和摄政称王，召穆公、周定公参与行政，即“三卿共政”。“共和行政”下，暴动后的混乱局势逐渐被控制，西周王朝的王统得以延续。

### 王畿地区遭破坏
《诗经·大雅·桑柔》记载，暴动后，“乱生不夷，靡国不泯；民靡有黎，具祸以烬。”暴动不仅限于镐京地区，还迅速向周边地区扩散。周宣王即位后，由于宫殿在暴动中已被焚毁，只得新作宫室。

## 影响

### 王权衰落
国人暴动后，西周与外族的战争更加频繁，且逐渐丧失优势。周王和臣属间的不信任加重，周王权威衰微。《诗经》中出现更多批评社会，通过对“天”的抨击表达对周王不满的诗歌。

### 社会变革
周宣王即位后，开始实行一系列改革措施，包括“不修籍于千亩”和“料民于太原”，可能涉及土地制度、赋税制度和户籍制度的改变。国人暴动对宗法制及原有社会观念造成了一定冲击，为两周的更大变革拉开序幕。

## 评价
孙作云认为：“国人暴动是农奴反领主阶级的斗争，是我国历史上第一次农奴大起义。”
郭沫若认为：“厉王是一个暴虐的君主，他任用荣夷公进行‘专利’，横征暴敛，虐待人民。所谓‘专利’，就是顽固地坚持奴隶主贵族土地国有制，霸占山林川泽，不准平民利用谋生。”
郝铁川认为：“厉王时期的彘之乱不是什么工商业者起义，也不是平民革命事件，而是王室和贵族之间争权夺利的一次内乱。”
何凡认为：“国人暴动的性质不是平民对贵族的造反，而是诸侯公卿士大夫对周天子的挑战。”